# Регистарске ознаке у Лихтенштајну
Садашње регистарске таблице у Кнежевини Лихтенштајн састоје се од слова FL (Fürstentum Liechtenstein), праћених малом верзијом грба Лихтенштајна и до пет цифара. Стандардне регистарске таблице приказују беле знакове на црној позадини. Фонт је исте врсте као и швајцарске регистарске таблице .
Таблице се додељују власнику возила, а не возилу, што значи да се задње регистарске таблице могу тражити у дугачком или квадратном формату. Могу се регистровати као заменљиве таблице за највише два возила.
Због мале величине земље и малог становништва, нису потребне додатне ознаке за разликовање. Садашњи систем је уведен 1920. године и у суштини је исти као онај у Швајцарској. У Лихтенштајну је 30. јуна 2022. регистровано укупно 36.723 моторна возила, 4.908 мотоцикала и 4.169 приколица .   

## Историја
Између 1852. и 1919. године, Лихтенштајн је царинским уговором био блиско повезан са Аустро-Угарском монархијом . 
- 1905 - Аустрија је од својих становника захтевала да региструју своја моторна возила и да покажу регистарске таблице . Одлучено је да малобројна возила у Лихтенштајну добију и аустријске регистарске таблице. Прве плоче су приказивале црна слова и бројеве на белој подлози и састојале су се од слова W, које је било шифровано слово за најзападнију аустријску државу Форарлберг. [5] [6] Први познати власници аутомобила у Лихтенштајну били су бизнисмен из Вадуца 1902. године и лекар из Шана 1905. године [7]

- 1915. – Лихтенштајн је увео прве сопствене регистарске таблице. Аустријске таблице су за сада остале важеће и нису морале да се одмах замене. Прве регистарске таблице Лихтенштајна показивале су беле знакове на црној подлози, а регистарска ознака се састојала од слова L за Лихтенштајн и појединачног контролног броја. [8]

- 1920. – Лихтенштајн је увео нове регистарске таблице са словима FL, праћеним грбом и до пет цифара, које се издају узастопно.[9] Године 1950. у Лихтенштајну су регистрована укупно 472 моторна возила. [10]

- 1957. - Плаво-црвени национални грб замењен је златним и црвеним грбом Кнежевског дома . Формат регистарских таблица и тип фонта су мало измењени. Године 1970. у Лихтенштајну је регистровано укупно 6.210 моторних возила. [11]

- 1972. - Величина регистарских таблица и врста фонта усклађени су са швајцарским таблицама. Величина грба је смањена на садашњу величину.[12] Старе регистарске таблице су остале важеће и замењене су само по потреби или због лоше читљивости. Повремено се на возилима и данас могу видети старе таблице из времена пре 1972. године.

Данас је Лихтенштајн последња европска земља која издаје црне стандардне таблице . У другим земљама, црне регистарске таблице се издају само за одређене групе возила (нпр. историјска или војна возила). Промена боја није планирана у блиској будућности, јер Лихтенштајнци воле црне регистарске таблице. 

### Боје
- Регистарске таблице са белим словима на црној подлози издају се за сва возила за превоз терета и лица, односно за путничка возила, теретна возила, приколице, аутобусе, комерцијалне тегљаче и мотоцикле.
- Регистарске таблице са жутим словима на црној подлози се издају за возила са краткорочним регистрацијама.
- Регистарске таблице са светло зеленом позадином и црним словима издају се за пољопривредна и шумарска возила и њихове приколице.
- Регистарске таблице са светлоплавом позадином и црним словима издају се за индустријска и комунална возила и приколице.
- Регистарске таблице са наранџастом позадином и црним словима издају се за изузетна возила и приколице.
- Регистарске таблице са жутом позадином и црним словима издају се за мале мотоцикле, лака моторна возила и електрична возила.
- Регистарске таблице са тамно жутом позадином и црним знаковима издају се за мопеде и е-бицикле.
- Регистарске таблице са црвеном позадином и белим словима су уведене у марту 2022. за причвршћивање на задње носаче терета [14]

## Пољопривредна возила
Регистарске таблице са црним словима и знаковима на зуеленој боји се издају за пољопривредна и шумарска возила и приколице које се не користе за комерцијална путовања. Потребна је само једна предња таблица, која се може монтирати на предњи или задњи део возила. У Лихтенштајну је 30. јуна 2021. регистровано 1.023 пољопривредна возила и 142 приколице. 

## Комунална возила
Регистарске таблице са црним словима и бројевима на светлоплавој позадини су доступни за возила и приколице које не превозе ствари, већ се користе искључиво за обављање послова, нпр. ватрогасна возила, возила у грађевинарству или шумарству. У Лихтенштајну је 30. јуна 2021. регистровано 799 индустријских и радних возила и 268 радних приколица.  

## Изузетна возила
Регистарске таблице са црним словима и бројевима на светло браон позадини од FL 21 или из FL 5000 су доступне за изузетна возила и приколице које нису у складу са општим прописима у погледу тежине и величине због свог дизајна или наменске употребе. Ова категорија укључује  покретне дизалице, тешке багере, екстра широке тракторе, тешка транспортна возила или тешке приколице итд 

## Репетитор таблице
Од марта 2022. године власници моторних возила у Лихтенштајну имају могућност да добију трећу регистарску таблицу, са белим словима и бројевима на црвеној позадини, за причвршћивање на задњи носач терета. Ова нова репетиторна таблица се издаје искључиво у дугом формату и може се користити само у комбинацији са регуларним паром црних регистарских таблица. У Лихтенштајну је уведена трећа регистарска таблица паралелно са Швајцарском 1. марта 2022. 